# مدیر ارشد محتوا
مدیر ارشد محتوا (به انگلیسی: Chief content officer) (مخفف شده به صورت CCO) یک مدیر اجرایی شرکتی است که مسئول ایجاد رسانه دیجیتالی و انتشار محتوای سازمان (متن، ویدئو، صدا، انیمیشن و غیره) است. مدیر ارشد محتوا معمولاً یک نقش ارشد یا سمت معاون رئیس است که معمولاً به مدیر عامل اجرایی یا رئیس شرکت گزارش می‌دهد.